# Aleksandar Živanović
Aleksandar Živanović (in serbo Александар Живановић?; Niš, 8 aprile 1987) è un calciatore serbo, difensore del Sūduva.

## Carriera
Il 17 febbraio 2017 viene acquistato a titolo definitivo dalla squadra lituana del Sūduva.

## Palmarès

### Club

#### Competizioni nazionali
- Campionato lituano: 3

Sūduva: 2017, 2018, 2019
- Supercoppa di Lituania: 3

Sūduva: 2018, 2019, 2022
- Coppa di Lituania: 1

Sūduva: 2019